# Luciano Bianciardi
Luciano Bianciardi (Grosseto, 14 décembre 1922 - Milan, 14 novembre 1971) est un écrivain, journaliste, traducteur et bibliothécaire italien du XXe siècle.

## Œuvres
Parmi ses œuvres, la plus connue est La Vie aigre (La vita agra en italien), satire féroce et amère du miracle économique italien des années soixante.
- I minatori della Maremma (« Les mineurs de la Maremme »), 1956, avec Carlo Cassola
- Il lavoro culturale (« Le travail culturel »), 1957
- L'integrazione (« L'intégration »), 1960
- Da Quarto a Torino (« De Quarto à Turin »), 1960
- La vita agra, 1962 ; La Vie aigre, 1964
- La battaglia soda (« La bataille difficile »), 1964
- Daghela avanti un passo! (« Encore un pas en avant ! »), 1969
- Aprire il fuoco (« Ouvrir le feu »), 1969
- Viaggio in Barberia (« Voyage en Berbérie »), 1969
- Garibaldi, 1972

### Éditions françaises
- La Vie aigre, Julliard, Paris, 1964 ; traduction de Jacqueline Brunet.
- La Vie aigre, Arles, Paris, 2007 ; traduction de Béatrice Arnal.

## Adaptations cinématographiques
- La Vie aigre (1964), réalisé par Carlo Lizzani, avec Ugo Tognazzi et Giovanna Ralli.
- Ma femme est un violon (Il merlo maschio, 1971), réalisé par Pasquale Festa Campanile, d'après Il complesso di Loth, avec Lando Buzzanca et Laura Antonelli.